# Aldehuela de la Bóveda
Aldehuela de la Bóveda es un municipio y localidad española de la provincia de Salamanca, en la comunidad autónoma de Castilla y León. Se integra dentro de la comarca del Campo de Salamanca (Campo Charro). Pertenece al partido judicial de Salamanca.
Su término municipal está formado por las localidades de Aldehuela, Castro Enríquez, Cuarto del Pilar, La Estación, Rodasviejas, Sanchobueno, Tejadillo y Villar de los Álamos además de por los despoblados de Cuarto de Sánchez Arjona y Sebastián Rubio, ocupa una superficie total de 70,65 km². Cuenta con una población de 265 habitantes (INE 2024).

## Símbolos

### Escudo
El escudo heráldico que representa al municipio fue aprobado el 12 de diciembre de 1994 con el siguiente blasón:

«Escudo partido. Primero, de gules con una bóveda o cripta de plata, mazonada de sable, segundo, de plata con seis roeles de azur, puestos en dos palos. Al Timbre, la corona real cerrada»
Boletín Oficial del Estado nº 11 de 13 de enero de 1995

## Historia

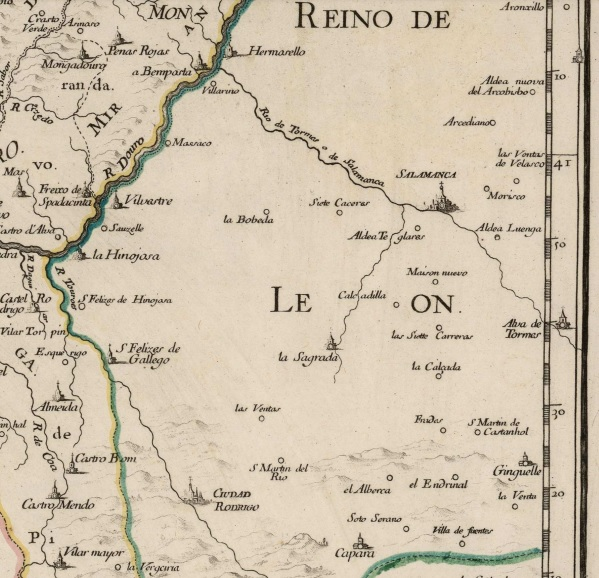
Mapa del año 1666 en el que aparece Aldehuela de la Bóveda, recogida como La Bobeda.

Su fundación se remonta a la repoblación efectuada por los reyes de León en la Edad Media, quedando integrado en el cuarto de Baños de la jurisdicción de Salamanca, dentro del Reino de León, denominándose entonces Bovadiella de Castro. Con la creación de las actuales provincias en 1833, Aldehuela de la Bóveda quedó encuadrado en la provincia de Salamanca, dentro de la Región Leonesa.
Hacia mediados del siglo XIX, el municipio tenía contabilizada una población de 195 habitantes. Aparece descrito en el primer volumen del Diccionario geográfico-estadístico-histórico de España y sus posesiones de Ultramar de Pascual Madoz con las siguientes palabras:

ALDEHUELA DE LA BOVEDA: l. con ayunt. á cuya formacion concurren los l. de Bóveda de Castro y Villar de los Alamos; las ald. San Julian de los Alamos y Tejadillo; las alq. Castro-Enriquez, Rodasviejas y su barrio, Sanchobueno y Sebastian Rubio, y el cot. red. Huerta de Mozarbitos, en la prov. y ob. de Salamanca (7 leg), part. jud. de Ledesma (6), aud. terr. y c. g. de Valladolid (27): está sit. á la falda de una altura á la inmediacion de la calzada de Salamanca á Ciudad-Rodrigo, y es el último pueblo del part. por el S.: tiene 43 casas pequeñas, escuela de primera educacion, pagada por los vec., y una fuente abundante y de buen agua. la igl. parr. (la Asuncion), de térm., servida por el párroco y un sacristan secular, es grandiosa, pero no se hace uso de ella sino en dias clásicos, á causa de su localidad en terreno pantanoso, sirviendo de parr. una pequeña ermita sit. en el centro del pueblo. Confina su térm. por N. y E. con el de Castro-Enriquez; S. con el desp. de Olledos, y O. con Sebastian Rubio, y pasa por él la ribera que viene del Villar de los Alamos y que mas adelante toma el nombre de r. de la Moral, cuyas aguas sirven para abrevar los ganados en tiempo de sequia: á poco mas de 1/4 leg. se halla la confluencia de los r. Matilla y Maza: el terreno es llano y de monte, de mediana calidad, comprende 330 fan. en cultivo, las 30 desamortizadas, 628 de pasto y monte, y 1,585 de erial y matorrales, y prod.: trigo, cebada, centeno, algarrobas, garbanzos, bellota, pastos, ganados y caza de perdices, liebres y conejos. Pobl.: con los agregados: 64 vec.: 195 hab.: la labor y ganaderia es única ind., á cuyos prod. dan salida en los mercados de Tamames, Ledesma y Salamanca. Riqueza terr. prod: 441,450 rs.: imp.: 21,817 rs.: valor de los puestos públicos 2,164 rs. Pertenece á diferentes condóminos pro indiviso, que solo conocen por yugadas sus respectivas porciones.
(Madoz, 1845, p. 514)

El 18 de diciembre de 1965 tuvo lugar el suceso más grave ocurrido en este municipio, cuando el Sudexpreso que cubría la ruta Irún-Lisboa chocó frontalmente con el ómnibus/correo número 1802, procedente de Fuentes de Oñoro y con destino a Medina del Campo a la altura de la estación de la pedanía de Villar de los Álamos, saldándose el accidente con 34 fallecidos y más de 50 heridos.

## Geografía
Integrado en la comarca de Campo de Salamanca, se sitúa a 37 kilómetros de la capital provincial. El término municipal está atravesado por la Autovía de Castilla (A-62) entre los pK 272 y 282, además de por la N-620, alternativa convencional a la anterior, y por carreteras locales que permiten la comunicación con Garcirrey, Sando, Carrascal del Obispo y Sanchón de la Sagrada. 
El relieve del municipio es más llano por el sur del arroyo de Arganza que por el norte, con zonas más elevadas, como el cerro Las Palicias (873 metros). La altitud del territorio oscila entre los 873 metros (Las Palicias) y los 780 metros a orillas del arroyo de Arganza. El pueblo se alza a 792 metros sobre el nivel del mar. 
| Noroeste: Garcirrey                         | Norte: La Fuente de San Esteban (exclave), Garcirrey y Tabera de Abajo | Noreste: Tabera de Abajo                              |
| Oeste: Garcirrey y La Fuente de San Esteban |                                                                        | Este: Robliza de Cojos y Matilla de los Caños del Río |
| Suroeste: San Muñoz                         | Sur: Carrascal del Obispo y Sanchón de la Sagrada (exclave)            | Sureste: Villalba de los Llanos                       |

## Demografía
Aldehuela de la Bóveda cuenta con una población de 265 habitantes (INE 2024).
| Gráfica de evolución demográfica de Aldehuela de la Bóveda entre 1842 y 2021                                        |
| |
| Población de derecho según los censos de población del INE Población de hecho según los censos de población del INE |

### Núcleos de población
El municipio se divide en varios núcleos de población, que poseían la siguiente población en 2017 según el INE.
| Núcleo de población      | Población |
| ------------------------ | --------- |
| Aldehuela de la Bóveda   | 193       |
| La Estación              | 32        |
| Rodasviejas              | 30        |
| Tejadillo                | 16        |
| Villar de los Álamos     | 8         |
| Castro Enríquez          | 7         |
| Cuarto del Pilar         | 2         |
| Sebastián Rubio          | 1         |
| Cuarto de Sánchez Arjona | 0         |
| Sanchobueno              | 0         |

## Administración y política
| Partido político                         | 2023  | 2023  | 2023       | 2019  | 2019  | 2019       | 2015  | 2015  | 2015       | 2011  | 2011  | 2011       | 2007  | 2007  | 2007       | 2003  | 2003  | 2003       |
| Partido político                         | %     | Votos | Concejales | %     | Votos | Concejales | %     | Votos | Concejales | %     | Votos | Concejales | %     | Votos | Concejales | %     | Votos | Concejales |
| Partido Socialista Obrero Español (PSOE) | 24,50 | 50    | 2          | 53,85 | 119   | 4          | 55,90 | 128   | 4          | 62,77 | 145   | 5          | 64,66 | 172   | 5          | 70,30 | 187   | 5          |
| Partido Popular (PP)                     | 72,54 | 148   | 5          | 45,25 | 100   | 3          | 41,05 | 94    | 3          | 33,33 | 77    | 2          | 32,71 | 87    | 2          | 27,82 | 74    | 2          |